# マリア・ヤコベア・フォン・バーデン
マリア・ヤコベア・フォン・バーデン（ドイツ語: Maria Jakobäa von Baden, 1507年6月25日 - 1580年11月16日）は、ドイツのバーデン辺境伯家の公女で、バイエルン公ヴィルヘルム4世の妻。
バーデン辺境伯フィリップと、その妻でプファルツ選帝侯フィリップの娘であるエリーザベトの間の長女として生まれた。弟妹は全て幼くして死んだため、実質的に両親の一人娘であった。1522年10月5日にバイエルン公ヴィルヘルム4世と結婚、夫妻は間に4人の子女をもうけた。
- テオード（1526年 - 1534年）
- アルブレヒト5世（1528年 - 1579年） - バイエルン公
- ヴィルヘルム（1529年 - 1530年）
- メヒティルト（1532年 - 1565年） - 1557年、従伯父に当たるバーデン＝バーデン辺境伯フィリベルトと結婚